# 鈴木魁人
鈴木 魁人（すずき かいと、1999年8月16日 - ）は、静岡県藤枝市出身の元プロサッカー選手。ポジションはフォワード。

## 来歴
清水エスパルスのアカデミー出身。ユース時代には2016年のクラブユース選手権と2017年のU-18プレミアリーグEASTで準優勝を経験。また2017年には2種登録選手としてトップチームに登録されている。しかしトップチームに昇格することは叶わず、東京学芸大学に進学。同大サッカー部では後にプロ入りする住田将や武沢一翔とプレーした。2021年11月22日、2022年からのいわてグルージャ盛岡加入内定が発表された。
2022年3月20日、J2リーグ第5節の栃木SC戦でスタメン出場し、プロデビューを飾った。
2023年、VONDS市原に期限付き移籍。
2024年、VONDS市原に完全移籍。
2025年1月10日、現役引退を発表。

## 所属クラブ
- 青島東SSS
- 清水エスパルスジュニアユース
- 清水エスパルスユース
  - 2017年  清水エスパルス（2種登録選手）
- 東京学芸大学
- 2022年 - 2023年  いわてグルージャ盛岡
  - 2023年  VONDS市原（期限付き移籍）
- 2024年  VONDS市原

## 個人成績
| 国内大会個人成績 | 国内大会個人成績 | 国内大会個人成績 | 国内大会個人成績 | 国内大会個人成績 | 国内大会個人成績 | 国内大会個人成績 | 国内大会個人成績 | 国内大会個人成績 | 国内大会個人成績 | 国内大会個人成績 | 国内大会個人成績 |
| 年度             | クラブ           | 背番号           | リーグ           | リーグ戦         | リーグ戦         | リーグ杯         | リーグ杯         | オープン杯       | オープン杯       | 期間通算         | 期間通算         |
| 年度             | クラブ           | 背番号           | リーグ           | 出場             | 得点             | 出場             | 得点             | 出場             | 得点             | 出場             | 得点             |
| 日本             | 日本             | 日本             | 日本             | リーグ戦         | リーグ戦         | リーグ杯         | リーグ杯         | 天皇杯           | 天皇杯           | 期間通算         | 期間通算         |
| ---------------- | ---------------- | ---------------- | ---------------- | ---------------- | ---------------- | ---------------- | ---------------- | ---------------- | ---------------- | ---------------- | ---------------- |
| 2022             | 岩手             | 39               | J2               | 2                | 0                | -                | -                | 0                | 0                | 2                | 0                |
| 2023             | V市原            | 28               | 関東1部          | 5                | 1                | -                | -                | -                | -                | 5                | 1                |
| 2024             | V市原            | 28               | 関東1部          | 14               | 2                | -                | -                | -                | -                | 14               | 2                |
| 通算             | 日本             | 日本             | J2               | 2                | 0                | -                | -                | 0                | 0                | 2                | 0                |
| 通算             | 日本             | 日本             | 関東1部          | 19               | 3                | -                | -                | -                | -                | 19               | 3                |
| 総通算           | 総通算           | 総通算           | 総通算           | 21               | 3                | -                | -                | 0                | 0                | 21               | 3                |

その他公式戦
- 2023年
  - 全国地域サッカーチャンピオンズリーグ 5試合0点
  - JFL・地域リーグ入れ替え戦 1試合0点
- 2024年
  - 全国地域サッカーチャンピオンズリーグ 2試合1点

## 選抜歴
- 2015年　U-16日本代表[9]
- 2019年　U-20全日本大学選抜[10]

## タイトル

### 個人
- 関東大学サッカーリーグ戦2部・ベストイレブン: 2021[11]